# Icarex 35 CS

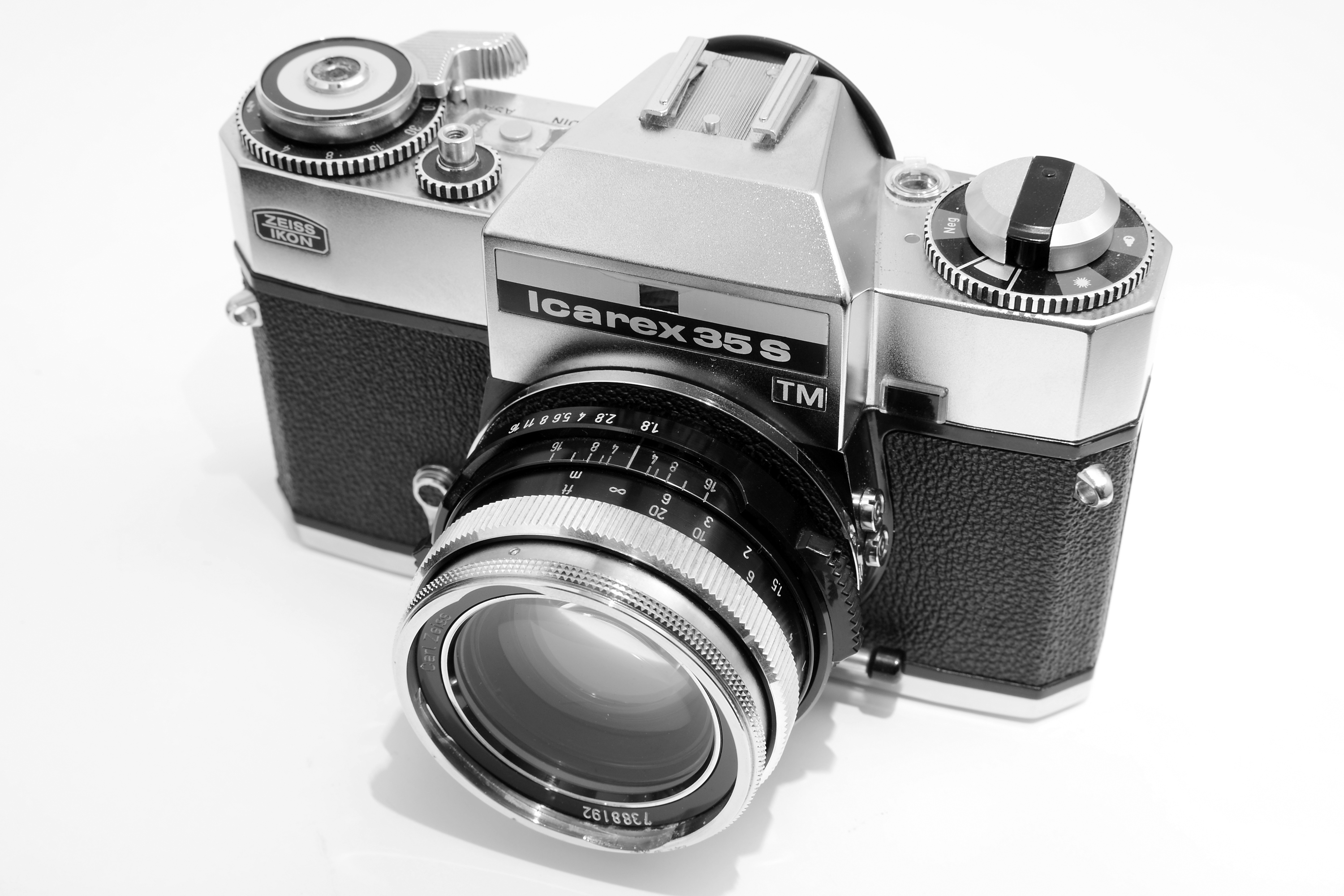
Icarex 35 S TM mit 50/1.8 Ultron

Die Icarex 35 ist eine Kleinbild-Spiegelreflexkamera und wurde 1966 als erstes Modell einer neuen Kameraserie von Zeiss Ikon vorgestellt. Zunächst wurde die Icarex 35 mit einem neu entwickelten eigenständigen Bajonett-Anschluss für Wechselobjektive angeboten. Später wurden sowohl Modelle mit Bajonett-Anschluss (gekennzeichnet mit BM für „Bajonett Mount“) als auch Modelle mit M42-Objektivgewinde (gekennzeichnet mit TM für Thread Mount) angeboten. Die Markenbezeichnung für die Icarex 35 wurde einerseits unter Zeiss Ikon und andererseits auch (teilweise) unter Zeiss Ikon Voigtländer gewählt. Als Modellvarianten mit Bajonett-Anschluss (ohne BM-Angabe) gab es die
- Icarex 35
- Icarex 35 S
- Icarex 35 CS

und mit Einführung der Modelle mit Objektiv-Schraubanschluss
- Icarex 35 TM
- Icarex 35 S TM
- Icarex 35 CS TM.

Die Icarex wurde bis 1972 gebaut.

## Merkmale und Ausstattung
Das Gehäuse der Icarex 35 ist ein solides Ganzmetallgehäuse aus Spritzguss, es wiegt 814 Gramm. Die Belichtungszeiten reichen von 1/2 Sekunde bis 1/1000 Sekunde. Die kürzeste Belichtungszeit des waagrecht verlaufenden Textil-Verschlussvorhangs bei völlig geöffnetem Lichtschacht ist 1/45 Sekunde, kürzere Belichtungszeiten werden durch einen wandernden Schlitz realisiert (noch bevor der öffnende Vorhang seine Endstellung erreicht hat, läuft der schließende Vorhang los). Langzeitaufnahmen sind durch manuelles Öffnen und Schließen des Verschlusses ebenfalls möglich. Die Icarex 35 hat Wechseloptik, Wechselsucher und austauschbare Einstellscheiben, allerdings hat sie keinen eingebauten Belichtungsmesser. Ein Lichtschachtsucher oder ein Sucher mit CdS-Innenmessung und Blendennachführungszeiger im Sucher kann aufgesetzt werden. Mit diesem Messsucher bekommt die Kamera den Namen Icarex 35 CS. Zur Belichtungsmessung muss das Objektiv per Hand abgeblendet werden, hilfreich ist hierbei die Blendenschließtaste. Im Jahr 1969 erweiterten die Icarex 35 S BM und Icarex 35 S TM mit jeweils fest eingebautem Sucher und gekuppeltem TTL-Belichtungsmesser die Modellauswahl.
Zur Icarex 35 ist ein Retro-(Umkehr)ring erhältlich, mit welchem die Objektive umgekehrt aufgesetzt werden können. Somit sind Makro-Aufnahmen bis 1:25 realisierbar. Zusammen mit unterschiedlichen Einstellscheiben ist diese Systemkamera auch für Mikroskop-Aufnahmen verwendet worden.
Der Kamera-Belichtungsmesser musste mit einer Quecksilberoxid-Batterie vom Typ PX625 versorgt werden. Dieser Batterietyp ist ob unzulässigen Quecksilberoxids nicht mehr im Handel erhältlich. Ein Hersteller bietet noch eine Alternative unter der Bezeichnung WeinCell MRB625 1,35 V.

## Kamerafotos

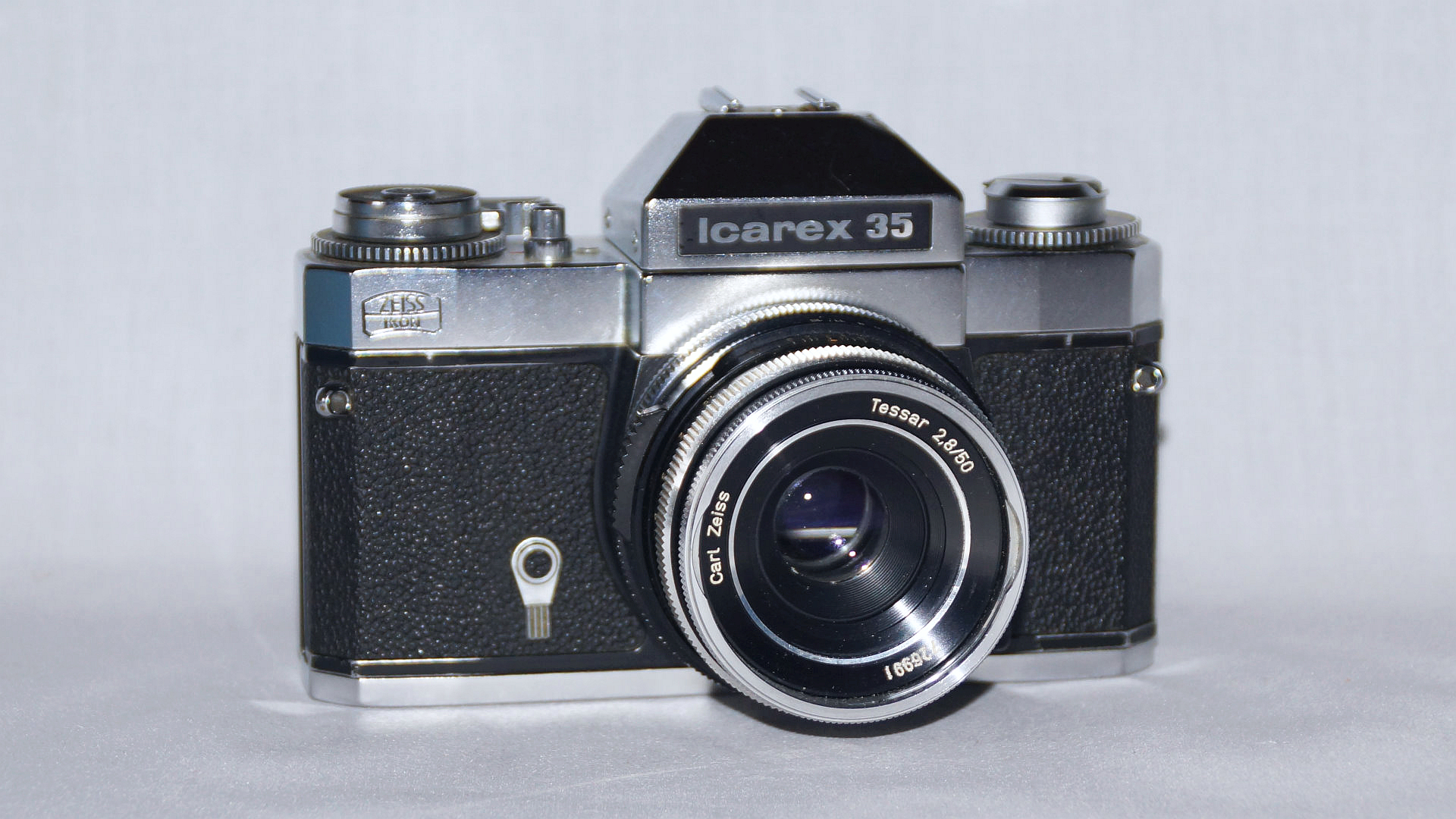
Zeiss Ikon Icarex 35 mit Tessar 1:2.8/50mm
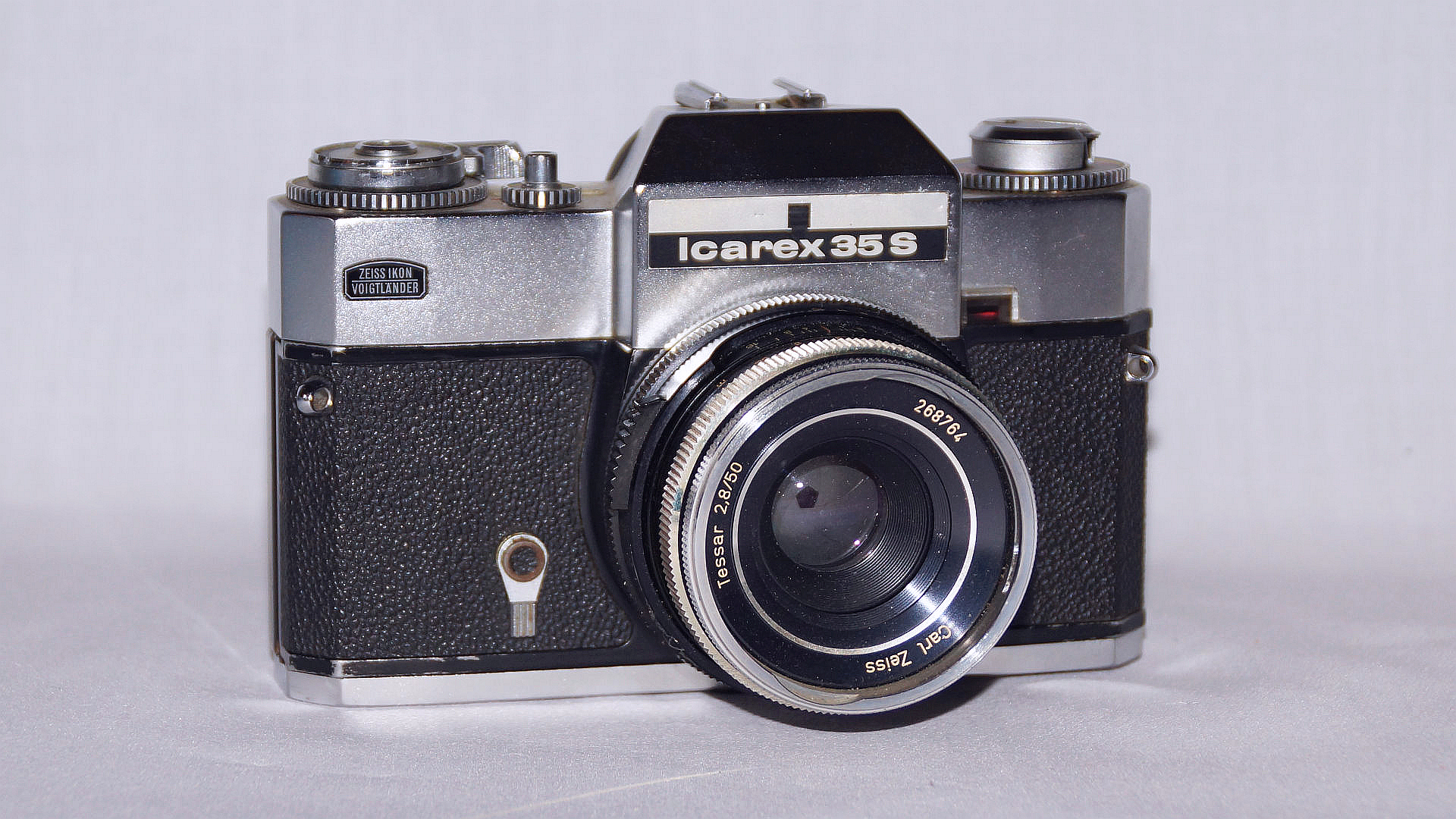
Zeiss Ikon Voigtländer  Icarex 35 S mit Tessar 1:2.8/50mm
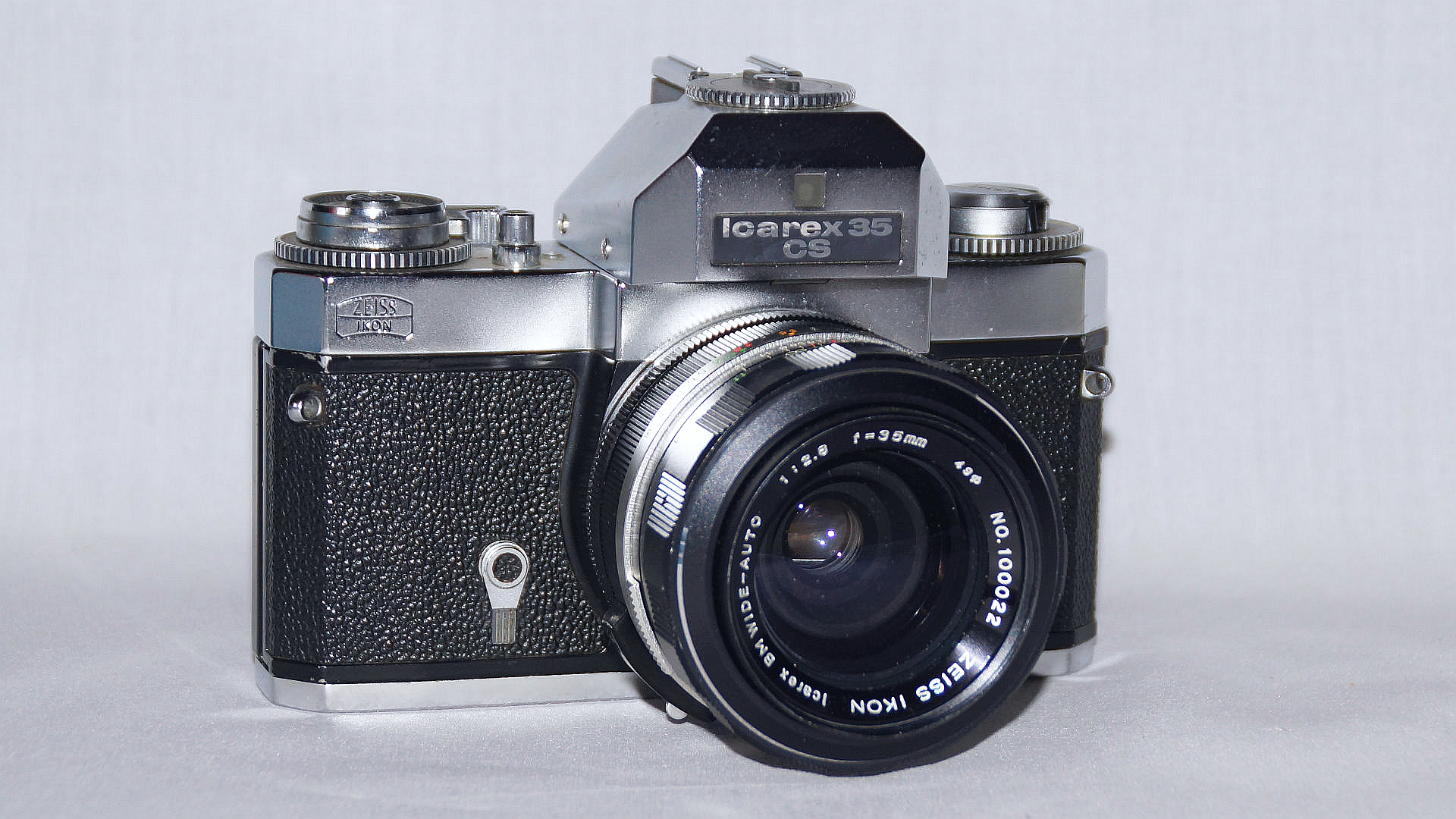
Zeiss Ikon Icarex 35 CS mit Objektiv Zeiss Ikon BM Wide-Auto 1:2.8/35mm

## Objektive
Zeiss hat folgende Objektive mit Bajonett-Anschluss für die Icarex hergestellt:
- 35/2.8 Zeiss Ikon BM Wide-Auto
- 35/3.4 Skoparex[4]
- 50/2.8 Color Pantar[4]
- 50/2.8 Tessar[4]
- 50/1.8 Ultron[4]
- 90/3.4 Dynarex[4]
- 135/4 Super Dynarex[4]
- 200/4 Super Dynarex[4]
- 400/5 Telomar[4]
- 36-82/2.8 Zoomar[4] (14 Linsen in elf Gruppen, 1968–1971)[5]

Die Auswahl an M42-Objektiven war nicht ganz so groß. Folgende Objektive gibt es:
- 25/4 Distagon
- 35/3.4 Skoparex
- 50/2.8 Tessar
- 50/1.8 Ultron
- 135/4 Super Dynarex